# 福島義言
福島 義言（ふくしま よしこと、1842年（天保13年 - 没年不詳）は、江戸時代末期の武士、万延元年遣米使節に監察小栗豊後守忠順の従者として渡航しその見聞を『花旗航海日誌』として残した。その後名前を浅田麟之輔惟季と変え、鳥羽伏見、会津戊辰戦争、箱館戦争を戦った。さらに乙葉林八と名前を変えた。

## 生涯

### 名前の変遷
『万延元年遣米使節史料集成 第3巻』の吉田常吉による解題「福島義言の『花旗航海日誌』について」では「福島義言の経歴については、不明で日誌の原本の所在も明らかでない。三冊本から成る『花旗航海日誌』は、故文学博士野村兼太郎本所蔵の写本によっている」となっているが、1916年から1917年にかけて雑誌『江戸』に「福島義言 手稿 航米日記」として9回にわたって掲載された『花旗航海日誌』の冒頭には、「著者今は乙葉林八と称す。小栗忠順の親属にて浅田宗伯の義子と為り浅田麟之輔と称し歩兵指図役頭取と為りて維新の際、会津箱館に転戦す。其の後商に帰し浅田家の高祖の姓乙葉氏を冒して改名せしと云う。牛込矢来町に退隠せしが近ごろ大連に転住せりと聞けり」と記述されている。福島義言から浅田麟之輔、さらに乙葉林八と名前を変えたということになる。

### 万延元年遣米使節に随行（福島義言として）
万延元年（1860年）、日米修好通商条約批准書交換のための遣米使節派遣が決定されたが、その護衛および航海訓練として軍艦奉行木村芥舟を提督とする咸臨丸も派遣されることになった。福島義言、通称恵三郎は、監察小栗忠順の従者として渡航した。この時19歳で、遺米使節一行中では、通詞見習立石斧次郎の17歳につぐ年少者であった。この時の記録を『花旗航海日誌』として残し、後の大正6年（1917年）に雑誌『江戸』に9回に分けて掲載された。

### 鳥羽伏見、会津戊辰、箱館戦争を戦う（浅田麟之輔として）
どういう経緯でかは不明であるが、浅田宗伯の義子となり浅田麟之輔惟季を名乗る。国立公文書館蔵の『浅田惟季北戦日誌』（明治期の写本 ）に、浅田麟之輔は幕府陸軍伝習隊指図役頭取として鳥羽伏見、会津戊辰戦争、箱館戦争を旧幕府伝習隊指図役頭取として戦った様子が詳細に記されている。
函館中央図書館が所蔵する『函港記事（義団録）』。という書籍の巻頭に、「徳川幕府陸軍伝習歩兵隊差図役頭取鈴木金次郎の手記を同僚乙葉林八（当時は浅田麟之輔）が箱館の病院で重傷の療治中に借り受けて複写した」と朱字で書かれていることで、箱館戦争で重傷を負い入院したことが分かる。

### 中国に転住（乙葉林八として）
雑誌『江戸』の連載冒頭に、「大連に転住せりと聞けり」とある。

### 『花旗航海日誌』（福島義言）
- 日米修好通商百年記念行事運営会 編『万延元年遣米使節史料集成 第3巻』風間書房、1961年。
- 福島義言 改 乙葉林八「福島義言 手稿 航米日記（其1）」『江戸』第5巻2（18）、江戸旧事采訪会、1916年12月、1-14頁。
- 福島義言 改 乙葉林八「福島義言 手稿 航米日記（其2）」『江戸』第5巻3（19）、江戸旧事采訪会、1917年2月、1-16頁。
- 福島義言 改 乙葉林八「福島義言 手稿 航米日記（其3）」『江戸』第6巻1（21）、江戸旧事采訪会、1917年4月、1-24頁。
- 福島義言 改 乙葉林八「福島義言 手稿 航米日記（其4）」『江戸』第6巻2（22）、江戸旧事采訪会、1917年5月、41-52頁。
- 福島義言 改 乙葉林八「福島義言 手稿 航米日記（其5）」『江戸』第6巻3（23）、江戸旧事采訪会、1917年8月、75-88頁。
- 福島義言 改 乙葉林八「福島義言 手稿 航米日記（其6）」『江戸』第6巻4（24）、江戸旧事采訪会、1917年8月、25-40頁。
- 福島義言 改 乙葉林八「福島義言 手稿 航米日記（其7）」『江戸』第7巻2（26）、江戸旧事采訪会、1917年10月、39-56頁。
- 福島義言 改 乙葉林八「福島義言 手稿 航米日記（其8）」『江戸』第7巻3（27）、江戸旧事采訪会、1917年12月、55-68頁。
- 福島義言 改 乙葉林八「福島義言 手稿 航米日記（其9終）」『江戸』第7巻4（28）、江戸旧事采訪会、1917年8月、25-34頁。
- 大久保利謙 編『福島義言手稿航米日記.亜使貨幣要録』立体社〈江戸 第3巻 (渉外編)〉、1981年1月。
- 『東京瓦斯九十年史（本編）』東京瓦斯、1976年、6頁。

### 会津戊辰戦争、箱館戦争（浅田麟之輔）
- 浅田麟之輔惟季『浅田惟季北戦日誌』明治期の写本（国立公文書館蔵）。
- 鈴木金次郎『函港記事（義団録）』乙葉林八 写、1869年。〔明治2〕写和半紙45丁 (函館戦争に関する幕軍方記録で、安藤太郎撰、回天艦宮古港戦記が附属する。